# Kay Hammond
Kay Hammond, pseudonimo di Dorothy Katherine Standing (Londra, 18 febbraio 1909 – Brighton, 4 maggio 1980), è stata un'attrice inglese.

## Biografia
Originaria di una famiglia di artisti e di attori, figlia di Guy Standing e di Dorothy Plaskitt, nipote di 
Wyndham, Percy e Jack Standing, seguì un percorso di formazione culturale culminato con la frequentazione della scuola di recitazione R.A.D.A. di Londra.
Mosse i suoi primi passi sul palcoscenico nel 1927, riscuotendo un grande successo dopo circa un decennio di parti di secondo piano. Si affermò nel 1936 in Francese senza lacrime di Terence Rattigan. Si distinse per le qualità di interprete e per l'eleganza e raffinatezza,  soprattutto nella commedia inglese, sia contemporanea sia classica.
Tra le sue prove più popolari, vi furono quelle di Elvira in Spirito allegro (1941) di Noël Coward, celebre anche per la trasposizione cinematografica del 1945 nella quale ricoprì lo stesso ruolo, di Ann Whitefield in Uomo e Superuomo di Shaw (1951) e Millamant in Così va il mondo di Congreve (1957).
La Hammond si sposò una prima volta con il baronetto sir Ronald George Leon, dal quale ebbe il figlio John Standing, anche lui divenuto attore. Convolò a seconde nozze con l'attore sir John Clements.
Morì a Brighton, all'età di settantuno anni, il 4 maggio 1980, dopo aver sofferto di problemi cardiaci ed essere stata costretta su una sedia a rotelle negli ultimi anni di vita.

## Filmografia
- The Trespasser (1929)
- Children of Chance (1930)
- Fascination (1931)
- Almost a Divorce (1931)
- Night in Montmartre (1931)
- Carnival (1931)
- Out of the Blue (1931)
- A Night Like This (1932)
- Sally Bishop (1932)
- Money Means Nothing (1932)
- The Third String (1932)
- Nine till Six (1932)
- Yes, Madam (1933)
- Sleeping Car (1933)
- The Umbrella (1933)
- Bitter Sweet (1933)
- Britannia of Billingsgate (1933)
- Bypass to Happiness (1934)
- Two on a Doorstep (1936)
- Jeannie (1941)
- Blithe Spirit (1945)
- Call of the Blood (1949)
- Henry V (1953)
- Five Golden Hours (1961)